# 陈昌旭
陈昌旭（1970年1月—），中华人民共和国政治人物。贵州绥阳人。男，汉族。1988年12月参加工作，1990年10月加入中国共产党。中央党校在职研究生学历，贵州大学与加拿大魁北克大学席库提米分校合作举办的项目管理专业硕士。

## 生平
1988年12月，任贵州省绥阳县宽阔区岩坪乡秘书、乡团委书记。1991年5月，任副乡长。1992年7月，任宽阔镇政府筹备组副组长。1993年2月，任副镇长。1995年11月，任共青团绥阳县委书记（1994年9月至1997年7月，在贵州省委党校经济管理专业学习）。1997年8月，任旺草镇党委副书记、镇长。1998年4月，任共青团遵义市委副书记。2000年10月，任共青团遵义市委书记（1998年8月至2000年12月，在中央党校经济管理专业学习）。2001年11月，任中共正安县委副书记，副县长、代理县长（2002年3月正式当选县长）。
2002年10月，任共青团贵州省委副书记、党组成员（其间：2003年3月至2006年1月，在中央党校在职研究生班政治理论专业学习）。2007年2月，任共青团贵州省委书记、党组书记（其间：2008年9月至2010年11月，在贵州大学与加拿大魁北克大学席库提米分校合作举办的项目管理专业硕士学位课程班学习）。
2011年4月，任中共黔南州委副书记（保留正厅长级），瓮安县委书记。2012年7月，任中共毕节市委副书记、毕节市人民政府党组书记、毕节市副市长、代理市长（8月正式当选市长）。2016年8月，任中共铜仁市委书记。2022年，改任中共黔西南州书记。
2013年，当选全国人大代表。